# Paul Schroeter (Maler)

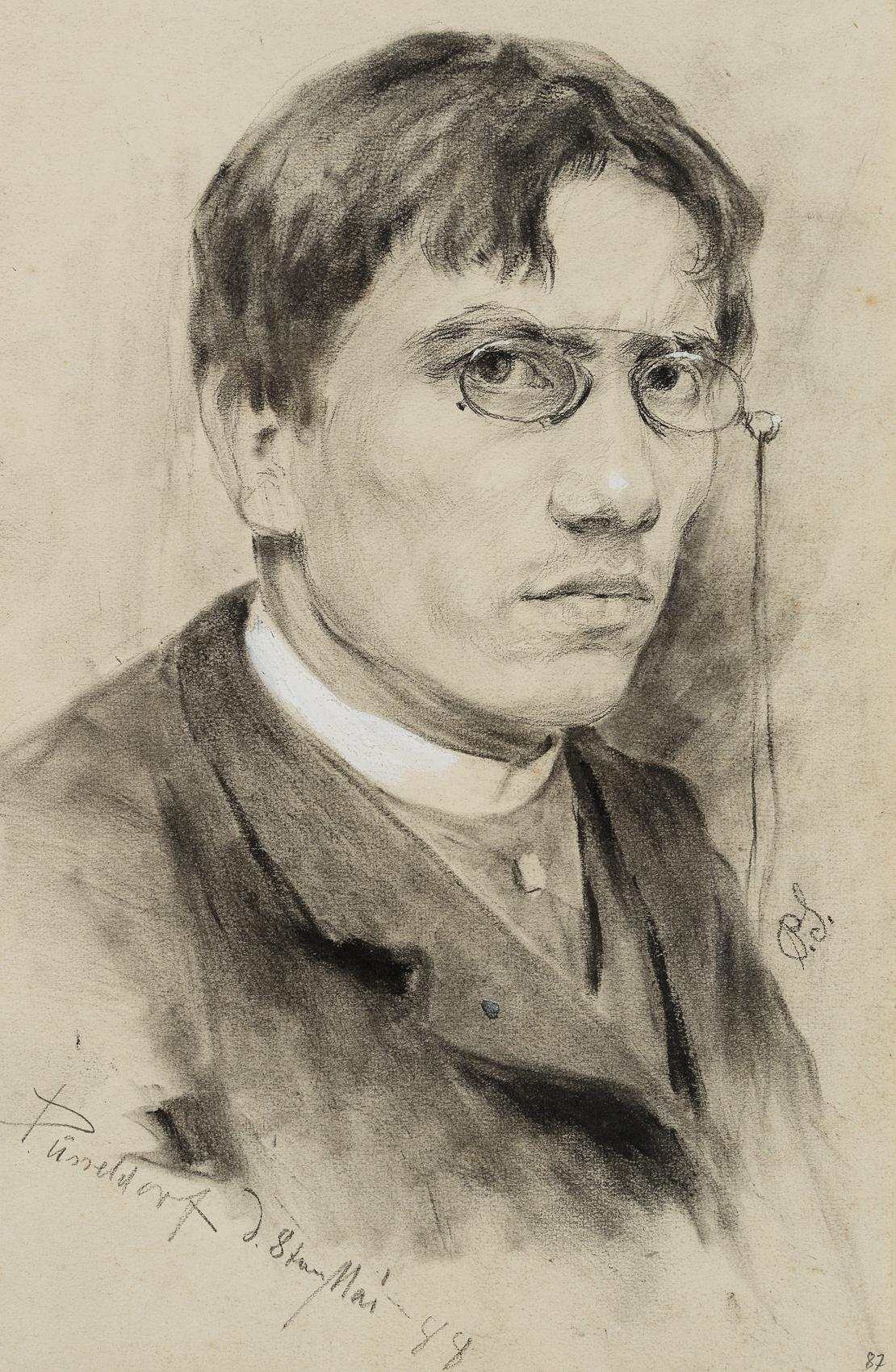
Selbstbildnis, 1888

Paul Karl Alfred Schroeter, auch Schröter (geboren 26. Oktober 1866 in Kempen, Posen; gestorben 16. Juni 1946 in Linow), war ein deutscher Maler und Radierer.

## Leben
Schroeter, aus einer alten Hamburger Familie entstammend, studierte zunächst ab Anfang der 1880er Jahre in Düsseldorf an die Kunstakademie, wo er Schüler von Eduard Gebhardt, Peter Janssen d. Ä. und Adolf Schill war. Hier trat er neben Fritz Overbeck und weiteren jungen Malern der Akademie der Studentenvereinigung „Tartarus“ bei, welche auch unregelmäßig Zeitschriften herausbrachte, an denen er sich mit Illustrationen beteiligte. Auch lernte er hier den schon damals bekannten Maler Fritz Mackensen kennen. Der Maler Peter Philippi (1866–1945) beschrieb „Tartarus“ wie folgend „[…] neben dem großen ‚Malkasten‘ […] war der Verein Tartarus eine gesellig erfrischende Vereinigung junger, ernst aufstrebender Künstler, zu denen u. a. Robert Engels, Karl Krummacher, Ludwig Keller, Otto Modersohn, Robert Weise, Paul Schröter, Adelbert Niemeyer, Ernst Pfannschmidt gehörten.“
Von Düsseldorf wechselte Schroeter an die Akademie der Bildenden Künste in München und trat in die Allgemeine Deutsche Kunstgenossenschaft ein. Seit 1893 in München tätig, wurde er Mitglied der Münchner Secession mit Beteiligung an der Frühjahrsausstellung im Mai 1894. Studienreisen führten ihn nach Holland, Belgien und Spanien, und für kurze Zeit hielt er sich in der Künstlerkolonie Willingshausen auf, wo er mit Carl Bantzer, Georg Burmester und Wilhelm Thielmann zusammentraf. 1895 erhielt er auf der Großen Berliner Kunstausstellung eine große Goldmedaille. Von 1898 bis 1901 lebte Schroeter in Hamburg und freundete sich mit Ernst Eitner und Arthur Illies an, den Mitbegründern des Hamburgischen Künstlerklubs. Als Illustrator fertigte er Auftragsarbeiten für die Münchner Zeitschrift Jugend: 1898 Haideblume und Dornröschen und die Alte und 1913 eine Vignette.
Mit Mackensen, Modersohn und Overbeck verband ihn eine enge Freundschaft, und es waren dieselben, die ihn überredeten, in die noch junge Worpsweder Künstlerkolonie zu kommen. Mit seiner Frau Grete und den Kindern zog Schroeter 1901 nach Worpswede, und von da um 1904 nach Bremen-Horn, wo er Mitglied des Deutschen Künstlerbundes wurde. Hier im Norden Deutschlands malte er Porträts, Landschaften und Innenraumbilder mit meist bäuerlichen Themen. Die Kritiken fielen nicht immer positiv aus, so war in der Zeitschrift Die Kunst 1903 zu lesen:

„Der jetzt in Worpswede arbeitende Münchner Paul Schroeter gibt sich herzliche Mühe, aber seine Genrebilder und Interieurs bleiben nach wie vor unpersönlich; Nur hier und da z. B. in einem Interieur, wo eine Mutter mit ihrem Kinde am Esstisch sitzt, während der grüne Garten ins Zimmer schaut, vergißt man diesen Mangel über der ehrlichen Naturbeobachtung.“

1908 verließ Schroeter Bremen, siedelte nach Berlin über, war Mitglied im Verein Berliner Künstler, und lebte dort in Lichterfelde auf der Holbeinstraße 36.
Schroeter war Stillleben-, Landschafts-, Genre- und Bildnismaler sowie Grafiker. Viele seiner Werke befinden sich in Privatsammlungen. Der größte Teil seines Werkes ging im Zweiten Weltkrieg verloren.
Paul Schroeter starb am 16. Juni 1946 im Alter von 79 Jahren in Linow.

## Werke
- Porträt Hermine Overbeck-Rohte[9]
- Doppelporträt vom Bauernball[10]

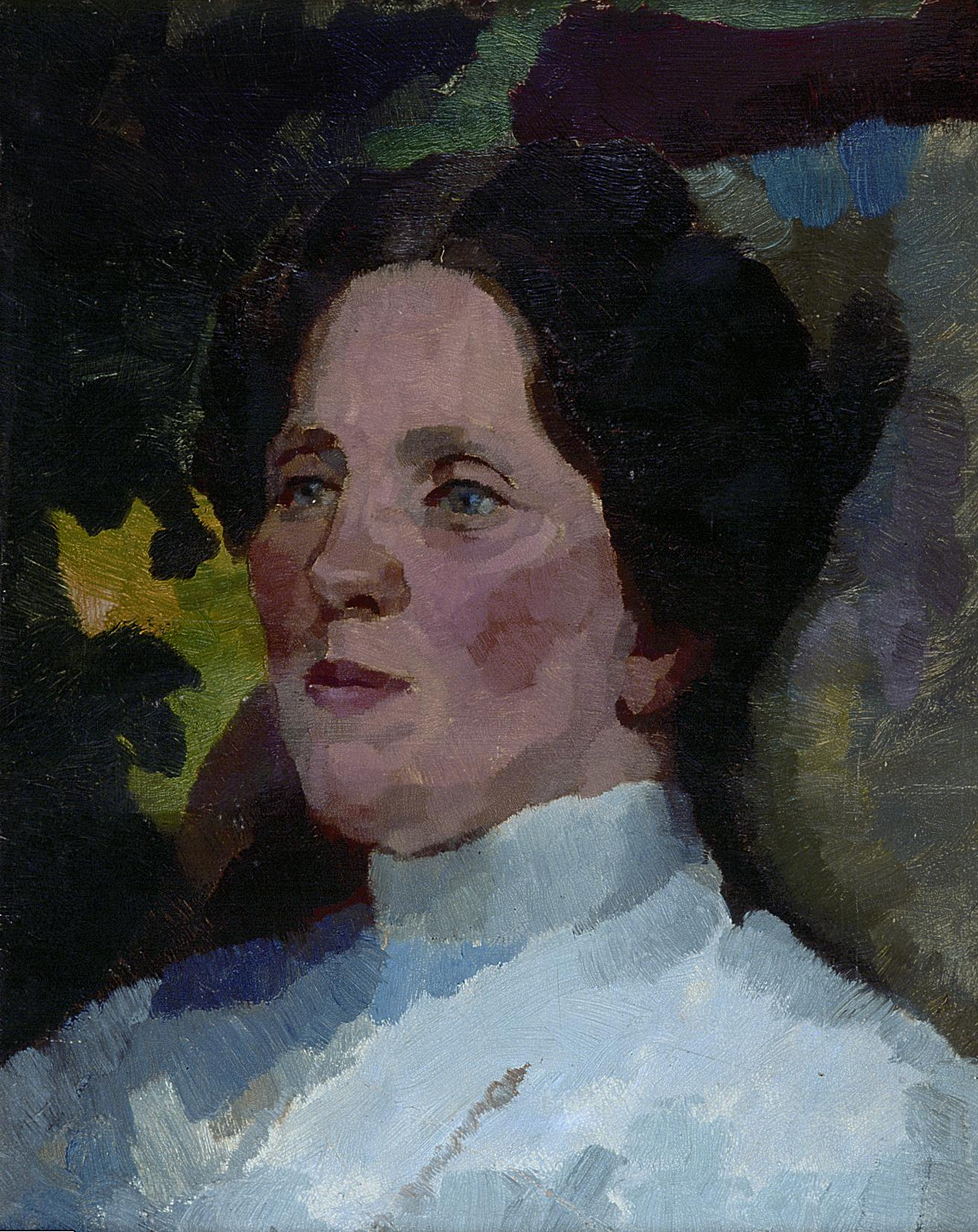
Hermine Overbeck-Rohte

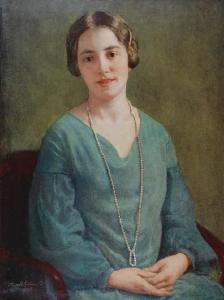
Porträt einer jungen Frau

- Drei Feldarbeiter beim Mähen mit der Sense (1901)
- Frau am Nähtisch (1901)
- Die Frau des Künstlers mit Tochter Bettina auf dem Arm (1902)
- Geschichtenerzähler (1914)[11]
- Bäuerliche Familie in der Stube (1938)
- Häuser und Kirchturm in Relingen (1943)

## Ausstellungen (Auswahl)
- 1893: Einzelausstellung, Künstlerhaus München
- 1894: Frühjahrsausstellung der Münchner Secession
- 1895: Große Berliner Kunstausstellung
- 1894: Einzelausstellung, Kunsthalle Hamburg
- 1900: Internationale Kunstausstellung der Münchner Secession
- 1904: Ausstellung in München, Erhalt einer Goldenen Medaille
- 1905: Große Kunstausstellung des Kunstvereins in Hamburg[12]
- 1929: 100 Jahre Berliner Kunst, Verein Berliner Künstler
- 1941: Kunstausstellung in Berlin, National-Galerie – Alte Nationalgalerie, Berlin
- 1993: Ausstellung mit Bildern von zwei unbekannten Worpsweder Malern 1821–1946: Johann Friedrich Schröder & Paul Schroeter, Barkenhoff Worpswede